# Schweitzer József (prépost)
Schweitzer József (Tolna, 1828. szeptember 12. – Kalocsa, 1914. március 10.) kalocsai prépost-kanonok.

## Élete
Felszentelték 1853. augusztus 2-án; azután segédlelkész volt, 1859-ben teológiai tanár Kalocsán és 1860-tól a növendékpapok lelkiatyja. 1866-ban szentszéki vizsgáló, 1878-ban főszentszéki ülnök lett. 1880. szeptember 16-án a kalocsai főszékeskáptalan tiszteletbeli kanonokjává nevezeték ki. 1884-ben az érseki középiskolák hittanárait felügyelő bizottság tagjává választották. 1887-től kalocsai plébános volt, október 9-től ifj. mesterkanonok. 1888-ban szemináriumi rektor és az elaggott és beteg papok intézetének prefektusa, 1889-ben Szent Margitról nevezett garabi apát, 1897. augusztus 15-től bácsi kisprépost, 1901-től pápai prelátus. 1902. április 29-től őr-, majd 1903. április 15-től éneklőkanonok, végül 1906. július 10-től nagyprépost.

## Munkái
- Katholikus hit- és erkölcstani védértekezletek. Kalocsa, 1903. Két kötet.
- Az emberi természet fejlődési elméletének kérdése. Uo. 1904.
- A legszentebb oltárszentség. Az eredendő bűn káros következményeinek ellengyógyszere. Uo. 1904.